# Hume (região)
Hume é uma região rural econômica localizada na parte ocidental de Vitória, na Austrália. Com uma área superior a 40.000 quilômetros quadrados com uma população que varia de 263.000 (em 2011) a 300.000 (em 2012), a região de Hume inclui as áreas do governo local de Alpine Shire, cidade rural de Benalla, cidade de Wodonga, cidade de Greater Shepparton, Condado de Indigo, Condado de Mansfield, Condado de Strathbogie, Condado de Towong e Cidade Rural de Wangaratta, e também inclui cinco áreas não corporativas que abrangem os resorts de esqui alpino da região.